# غاومردة (شميل)
غاومردة (بالفارسية: گاومرده) هي قرية تقع في إيران في قسم شمیل الريفي. يقدر عدد سكانها بـ 404 نسمة بحسب إحصاء 2016.